# Comisia Prezidențială pentru Analiza Dictaturii Comuniste din România
Comisia Prezidențială pentru Analiza Dictaturii Comuniste din România (pe scurt: Comisia Tismăneanu) a fost o comisie creată de președinția României în aprilie 2006 pentru a studia și a redacta un raport, de care șeful statului avea nevoie pentru a condamna în mod oficial regimul comunist din România (1948-1989).
Pe baza documentului elaborat (Raportul Comisiei Prezidențiale pentru Analiza Dictaturii Comuniste din România), președintele Traian Băsescu a condamnat regimul drept ilegitim și criminal, în cadrul unei ședințe în parlamentul român, în decembrie 2006.

## Membrii Comisiei
Vladimir Tismăneanu a fost numit de președintele Băsescu în funcția de președinte al Comisiei. Din aceasta Comisie au mai făcut parte: Sorin Alexandrescu, Mihnea Berindei, ÎPS Nicolae Corneanu (s-a retras cu câteva zile înaintea publicării raportului), Radu Filipescu, Paul Goma (a fost înlăturat de Tismăneanu după numai 8 zile), Monica Lovinescu, Virgil Ierunca (decedat înainte de finalizarea raportului), Sorin Ilieșiu, Gail Kligman, Nicolae Manolescu, Horia-Roman Patapievici, Marius Oprea, Dragoș Petrescu, Andrei Pippidi, Romulus Rusan, Stelian Tănase, Ticu Dumitrescu, Cristian Vasile și Alexandru Zub. 
Comisia a examinat pe parcursul celor 6 luni de documentare principalele instituții considerate că au făcut posibile impunerea și perpetuarea regimului comunist, „metodele care au permis abuzurile, crimele, fărădelegile dictaturii, încălcările flagrante ale drepturilor omului și rolul unor personalități politice în menținerea și funcționarea sistemului totalitar comunist în România“.

## Structura raportului
Primul capitol este despre Partidul Comunist Român. Următorul capitol se referă la apartul represiv al sistemului și la studierea unor cazuri despre închisorile comuniste. Tot aici sunt menționate și descrise organizațiile de masă prin care a fost susținut partidul, acestea fiind: sindicatele, UTC etc. 
În continuarea raportului sunt avute în vedere sistemul de propagandă precum și departamentul de cultură al Comitetului Central al PCR. Un capitol aparte este alocat problemelor economice colaterale rezultate din industrializarea și colectivizarea forțată, metode care ar fi avut ca efect, spune raportul, distrugerea economiei României. După ce sunt analizate efectele comunismului asupra demografiei, este discutată influența unor persoane care au susținut politica internă și externă a partidului comunist.
În finalul raportului au fost incluse și recomandări pentru președintele Traian Băsescu. Acestuia i se cere condamnarea oficială a regimului comunist, nominalizarea  celor vinovați precum și inițierea unor acțiuni legislative. O altă cerință a celor care au redactat acest raport este facilitarea accesului la dosarele existente în arhive. Pe de alta parte Comisia cere sprijin și pentru introducerea în programele educaționale prezentarea ororilor regimului comunist.

### Stâlpii de rezistență ai regimului comunist
Aprecierile și enumerările urmatoare aparțin Comisiei Tismăneanu. Pe parcursul celor 660 de pagini sunt identificați mai mulți vinovați de ororile comunismului în România, pe alocuri fiind menționate și biografiile persoanelor incriminate. De remarcat este că din lista celor identificați ca fiind vinovați de crimele comuniste nu lipsește nici tatăl politologului și președintelui Comisiei Vladimir Tismăneanu.

#### Impunerea și perpetuarea comunismului
În categoria numită de către Comisia Tismăneanu „Vinovați de impunerea și perpetuarea unui sistem bazat pe fărădelege” au fost incluși: Gheorghe Gheorghiu-Dej, Ana Pauker, Gheorghe Apostol, Gogu Rădulescu, Manea Mănescu și Ion Iliescu.

#### Îndoctrinarea populației
Responsabili de îndoctrinarea populației au fost găsiți de către Comisie următorii: Iosif Chișinevschi, secretar al CC, Mihai Roller, șeful sectorului Știință al CC, Leonte Răutu, membru supleant al Biroului Politic, șeful Direcției Propagandă și Cultură a
CC în perioada Dej, adjuncții săi în diverse perioade: Nicolae Goldberger, Ofelia Manole, Pavel Țugui, Virgil Florea, Paul Niculescu-Mizil, Vasile Dinu, Elvira Cincă, Elena Beșcu; activiști de vârf din cultură precum Eduard Mezincescu, Constanța Crăciun, Nicolae Moraru, Traian Șelmaru, Mihai Beniuc, Ion Roșianu, Pompiliu Macovei. Ion Iliescu, a fost șeful Secției învățământ-știință în ultima perioadă a vieții lui Dej și la începutul perioadei Ceaușescu; Sorin Toma, redactorul șef de la „Scânteia”, și adjuncții săi Silviu Brucan, Nestor Ignat, N. Corbu, apoi alți redactori-șefi: Dumitru Popescu, Teodor Marinescu, Alexandru Ionescu, Constantin Mitea, Nicolae Dragoș. Alți ziariști de vârf ai Scânteii, deci zeloși propagandiști ai partidului, au fost: Ion Cumpănașu, Dumitru Tinu, Anghel Paraschiv (primul redactor șef al cotidianului succesor „Scânteia Poporului”, apărut imediat după 22 decembrie 1989 și transfigurat rapid în „Adevărul”. 
În afară de acest "cap de listă", paginile 633 - 634 ale raportului abundă de alte "personalități" din care amintim: Barbu Zaharescu, Jack Podoleanu, Grigore Naum (general de securitate), Dumitru Ghișe, Leonte Tismăneanu (Tisminețki), Ilka Melinescu (Wasserman), Florica Mezincescu, Al. Șiperco, Walter Roman, Virgil Candea, Alexandru Balaci.

#### Cultura și comunismul
Raportul consemnează  că intelectualii desemnați de partid să supravegheze „frontul ideologic”: Paul Georgescu, Ov. S. Crohmălniceanu, Savin Bratu, N. Moraru, Traian Șelmaru, Mihai Beniuc, N. Tertulian etc. În perioada Ceaușescu, funcții de vârf în aparatul ideologic (propagandă, Consiliul Culturii, presă, editori) au deținut: Paul Niculescu-Mizil, Leonte Răutu, Dumitru Popescu, Ion Iliescu, Cornel Burtică, Miu Dobrescu, Tamara Dobrin, Petru Enache, Mihai Dulea, Ion Traian Ștefănescu, Eugen Florescu. Sunt citați apoi o serie de scriitori, critici literari, artiști plastici, compozitori și sociologi care au împărtățit ideologia „protocronismului românesc”. Protocronismul a fost impus de la centru în special prin intermediul lui Eugen Florescu, ulterior deputat PSM, care cu numeroase prilejuri a atras atenția intelectualilor recalcitranți că protocronismul nu este o simplă direcție estetică, ci „contribuția teoretică a tovarășului N. Ceaușescu”. A te opune protocronismului devenea astfel o atitudine antipartinică. Școlile de partid au fost instrumente ale condiționării și înregimentării ideologice, veritabile pepiniere de cadre ale partidului. Adepți ai protocronismului fiind amintiți: Paul Anghel, Eugen Barbu, Corneliu Vadim Tudor, Doru Popovici, Dan Zamfirescu, Ilie Bădescu, Ion Lăncrănjan, Pompiliu Marcea, Ion Dodu Bălan, Dinu Săraru,  Adrian Păunescu, Mihai Ungheanu, Nicolae Dan Fruntelată, Artur Silvestri și Ilie Purcaru. Tot aici este menționată revista "Săptămâna", condusă de Eugen Barbu și Corneliu Vadim Tudor, ca fiind „principala tribună de manifestare a pseudonaționalismului manipulator al perioadei ceaușismului târziu”.

#### Politica internă
Ca activiști de frunte ai Partidului Comunist Român sunt prezentați: Mihai Bujor Sion, Leonte Tismăneanu (tatăl președintelui Comisiei, Vladimir Tismăneanu). Au fost identificati și cei care s-au ocupat de propaganda politicii sistemului comunism, aceștia fiind: Matei Socor (a condus Agerpres; fiul său Vladimir Socor este analist politic la Jamestown Fundation și fost colaborator la Radio Europa Liberă), Paul Niculescu-Mizil, Leonte Răutu (Anca Oroveanu, fiica acestuia, este membră GDS), Eugen Florescu și Ion Iliescu.

#### Politica externă
Au fost enumerați și cei care au activat în funcții legate de politica externă, printre aceștia fiind: Gizella Vass (bunica lui Bogdan Olteanu) și Ștefan Andrei.

## Concluziile raportului
În data de 15 decembrie 2006 ziarul Adevărul a prezentat în premieră concluziile Raportului Comisiei Prezidențiale.
Raportul contrazice afirmațiile lui Traian Băsescu exprimate de acesta înainte de numirea comisiei, conform cărora au existat două Securități.
Vladimir Tismăneanu a declarat pentru ziarul Adevărul următoarele: "Respingem pe bază științifică teza privind existența a două Securități, una până în 1965, cominternistă și antipatriotică, și cealaltă devotată poporului și valorilor patriotice".

## Controverse
Tismăneanu i-a propus inițial să facă parte din Comisie scriitorului anti-comunist Paul Goma dar l-a îndepărtat apoi la scurt timp pe considerente personale.
Numirea lui Tismăneanu în funcția de președinte al Comisiei pentru studierea comunismului în aprilie 2006 a fost contestată inițial de Gabriel Liiceanu și în presă 
La cateva luni după înființarea comisiei, a fost dezvăluit că Sorin Antohi fusese colaborator al Securității, poliția politică a regimului comunist.
Tismăneanu a fost criticat pe de o parte datorită biografiei  părinților săi Hermina și Leonid Tisminețki, membri ai nomenclaturii comuniste
și pe de alta datorită activității sale din timpul regimului comunist.
Asociația Civic Media a alcătuit un dosar cu majoritatea criticilor la adresa Raportului Tismăneanu, de la academicianul Dinu C. Giurescu la analistul CIA Richard Hall.
Raportul Comisiei Prezidențiale pentru Analiza Dictaturii Comuniste din România a fost criticat și de către partidele de stânga, care declară că acesta este "o diversiune, un act de natură anticonstituțională, ostil poporului român".
„Raportul Tismăneanu“ e redactat într-un limbaj publicistic, retoric, „electoral“, într-o „limbă de lemn“ analoagă invers stereotipiei verbale comuniste…, de un „patetism grotesc, autodegradant“, care „împinge grandilocvența și tonul sforăitor până la indecență“.

## Publicații
- Istoria comunismului din România. Documente – Perioada Gheorghe Gheorghiu-Dej (1945-1965), Editura Humanitas, 2009
- Istoria comunismului din România. Volumul II: Documente Nicolae Ceaușescu (1965-1971), Editura Polirom, Iași, 2012[14]